# F1 2021 (jogo eletrônico)
F1 2021 é o videogame oficial dos campeonatos de Fórmula 1 e Fórmula 2 de 2021, desenvolvido pela Codemasters e publicado pela EA Sports. Corresponde ao décimo quarto título da série F1 da Codemasters e ao primeiro da série publicado pela Electronic Arts sob sua divisão EA Sports desde F1 Career Challenge, de 2003, depois de Codemasters ter sido adquirida pela Electronic Arts, o que ocorreu a meses da data de lançamento.
O jogo foi desferido para Microsoft Windows, PlayStation 4, PlayStation 5, Xbox One e Xbox Series X / S em 16 de julho de 2021. A edição deluxe foi lançada três dias antes, em 13 de julho de 2021.

## Desenvolvimento
A Codemasters revelou F1 2021 em 15 de abril de 2021, introduzindo um novo modo história e os novos circuitos de Imola e Portimão, e o recém-chegado Jeddah, todos a serem incorporados ao jogo. Os circuitos de Marina Bay, Melbourne, Montreal e Suzuka estão presentes no jogo conforme originalmente planejado, apesar de seus eventos terem sido cancelados na vida real devido à contínua pandemia de COVID-19. O autódromo de Xangai também está disponível, já que integra o novo modo, Ponto de Frenagem.
Pela primeira vez no modo carreira, faz-se possível a participação de dois jogadores juntos online, como companheiros de equipe ou rivais.
Em maio de 2021, anunciou-se que sete campeões mundiais de Fórmula 1 e lendas seriam pilotos selecionáveis em MyTeam: Ayrton Senna, Alain Prost, Michael Schumacher, Nico Rosberg, Jenson Button, David Coulthard e Felipe Massa.
A visualização pública conferida ao lançamento foi maior se comparada aos anos anteriores, dadas as mudanças enunciadas. Jogadores podem, ademais, formar seu time próprio de Fórmula 1, como no jogo anterior. As relações com patrocinadores, companheiros de equipe e o fornecedor do motor permanecem.

## Modo história:Ponto de Frenagem
O jogo apresenta o novo modo de história Braking Point (em localização para o português, Ponto de Frenagem), definido na faixa de três anos (o final da temporada de Fórmula 2 de 2019, seguido pelas temporadas de Fórmula 1 de 2020 e 2021). Segundo um comunicado da Codemasters, o Braking Point “mergulha os jogadores no glamoroso mundo da Fórmula 1, dando uma pitada do estilo de vida dentro e fora da pista: as rivalidades, a emoção e a dedicação necessárias para competir no mais alto nível”.
O Ponto de Frenagem é baseado na série documentária da Netflix, Fórmula 1: Dirigir Para Viver. Há cinco equipes marcadas para escolha no modo: Racing Point (posteriormente Aston Martin), Scuderia AlphaTauri, Alfa Romeo Racing, Haas e Williams.
O protagonista da narrativa é Aiden Jackson, uma estrela em potencial da Fórmula 2 britânica que está subindo na classificação, aspirando a conquista de campeão mundial de Fórmula 1. Enquanto provém uma boa frente para as câmeras, Aiden está lutando para fazer a transição para a categoria no exterior, competindo contra os melhores pilotos do globo. Na introdução da história e em porções da temporada de 2020, o jogador assume o papel de Jackson.
Manifesta-se no modo história, ainda, o veterano piloto holandês Casper Akkerman, companheiro de equipe de Jackson. Como um piloto veterano de Fórmula 1, é mais maduro e experiente do que Jackson. Com o espírito de uma nova geração de pilotos surgindo no cenário da Fórmula 1, Akkerman se esforça para continuar competitivo no encerramento de sua carreira. Ele é casado com Zoe, com a qual tem uma filha alcunhada Lily. Esta, por seu turno, está ciente dos sacrifícios que seu marido empenha a fim de não ser substituído. Ao ingressar em fração da temporada de 2021, o foco é transferido para Akkerman.
Devon Butler, personagem que apareceu pela primeira vez em F1 2019 durante um modo "cenário" de três corridas, retorna como rival de Jackson. Lukas Weber, também do F1 2019, faz uma única aparição via e-mail, em que "surpreendentemente" diz que seu filme favorito da franquia Carros é o amplamente criticado segundo.
Independentemente da equipe determinada pelo jogador, o personagem Brian Doyle cumpre função íntima ao chefe de equipe.

### Enredo
Depois de vencer o Campeonato de Fórmula 2 de 2019 com a Carlin, Aiden Jackson garante uma sequência com uma equipe de Fórmula 1 para a temporada de 2020. Não obstante, Jackson tem um início difícil em sua carreira na Fórmula 1, ao fazer contato com o companheiro de equipe Casper Akkerman na abertura da temporada na Austrália. Jackson se recusa a admitir que o contato fora culpa sua, frustrando Akkerman. Numa cena percebe-se que Devon Butler causa o incidente ao disputar com os outros dois na seção. Para piorar a situação, o próprio Butler acentua as tensões entre Jackson e Akkerman, que começam a despontar durante o Grande Prêmio da China, no qual Akkerman força Jackson a sair da pista após ultrapassá-lo.
Aproximando-se o meio da temporada, a equipe ainda se encontra com dificuldades no Campeonato de Construtores, já que Jackson não consegue se ambientar com Akkerman. A interação deles se torna a pior após Akkerman descobrir que Jackson recebeu a unidade de energia atualizada no lugar dele. A equipe parte para o México, ainda desesperada por pontos para abonar seu lugar acima do resto das equipes do pelotão intermediário, mas suas crenças são destruídas quando Jackson e Akkerman, não querendo ceder suas respectivas posições, chocam e se eliminam do evento. Depois da corrida, Brian Doyle repreende ambos severamente, lembrando-os de que a equipe era maior em cotejo a seus problemas. Por fim, ameaça demiti-los da equipe se continuassem causando mais problemas um ao outro.
As tensões se estendem até a temporada de 2021. Akkerman está frustrado, sentindo que a equipe parecia ter começado a tratar Jackson como o piloto número um, ao passo que ele obtém prioridades tanto na qualificação quanto na estratégia de paradas. No Grande Prêmio do Canadá, Akkerman se recusa a deixar Jackson passar, resultando em uma discussão ávida entre os dois pilotos no paddock, durante a qual Akkerman inadvertidamente declara sua aposentadoria (embora Akkerman mais tarde esclareça que já havia planejado se aposentar no início do temporada, inexistindo ligação com os choques). As fortes atuações encabeçadas pelo jogador no papel de Akkerman mantêm a equipe na contenda; contudo, as tensões entre os dois pilotos ainda não havia dado sinais de resolução.
Num jantar, Doyle reúne Akkerman e Jackson para que estes debatessem suas rixas. Os dois finalmente descobrem que sua hostilidade recíproca havia sido, na verdade, alimentada por falsos rumores e fofocas disseminadas por Devon Butler. Akkerman, furioso, lamenta sua passividade quanto aos pareceres fornecidos por Butler. Uma vez as diferenças solucionadas e sua rivalidade posta para trás, Akkerman e Jackson trabalham em união para derrotar a equipe do adversário e, portanto, levar a sua para o quarto posto no Campeonato de Construtores.
Na corrida concludente em Abu Dhabi, o companheiro de equipe de Butler abandona a prova em razão de problemas mecânicos. Usando-se disto, Akkerman, na emenda para o final da corrida, está na frente de Butler. Ao tentar uma ultrapassagem, Devon colide com o rival, engendrando danos terminais ao carro do último. Akkerman, entretanto, recebe a autorização para seguir e cede sua posição a Jackson, passando uma mensagem de rádio para ele terminar a corrida no pódio. Jackson atinge o pódio com sucesso, e os colegas vibram no pós-corrida.
Uma cena situada nos pós-créditos assente que Aiden estava negociando um contrato para se dirigir a uma das grandes equipes (Mercedes, Red Bull Racing e Ferrari).
De uma forma não oficial, a equipe que Aiden Jackson pilotará na temporada seguinte (se a negociação der certo) será o fornecedor do motor da equipe anterior de Aiden (Williams ou Racing Point/Aston Martin será mercedes, Haas ou Alfa Romeo será a Ferrari e Alpha Tauri será a Red Bull Racing).

## Recepção
F1 2021 recebeu críticas "sobretudo favoráveis" para PC, PlayStation 4, PlayStation 5 e Xbox Series X, de acordo com o agregador de análises Metacritic.